# Georg Bochmann
Georg Bochmann (18 de setembro de 1913 - 8 de junho de 1973) foi um oficial alemão que serviu durante a Segunda Guerra Mundial. Foi condecorado com a Cruz de Cavaleiro da Cruz de Ferro.

## Segunda Guerra Mundial
Em novembro de 1939, ele foi nomeado SS Obersturmführer e "foi um dos primeiros a criar e equipar a Divisão SS Totenkopf, 1939-1940". Em 1940, ele assumiu o comando de uma unidade blindada dentro da Divisão SS Totenkopf e durante a campanha francesa a Divisão lutou em Cambrai, Arras, Dunquerque, e participou de investidas profundas no sudoeste da França. Por seus sucessos, Bochmann recebeu a Cruz de Ferro, segunda classe. Um pouco mais tarde, ele foi promovido a SS Hauptsturmführer. A 3ª Divisão SS Totenkopf permaneceu na França até abril de 1941, quando foi transferida para o leste para se preparar para Operação Barbarossa.
Na frente oriental, o Totenkopf lutou como parte do Grupo de Exércitos Norte Alemão. Bochmann lutou no Báltico em Leningrado e foi citado por suas atuações em Kaunas e Dünaburg na Letônia. Em julho de 1941, Bochmann recebeu a Cruz de Ferro, primeira classe, e em agosto de 1941 a divisão chegou ao lago Ilmen.
Em janeiro de 1942, a 3ª Divisão SS Totenkopf foi formalmente transferida para o Segundo Corpo de Exército Alemão e durante a ofensiva de inverno soviética houve uma batalha particularmente selvagem em Demyansk. Quase 100 000 soldados alemães foram cercados por três meses e, em sua maioria, abastecidos por bombas aéreas da Luftwaffe. Por suas ações, Bochmann foi premiado com a Cruz de Cavaleiro. Em 2 de abril de 1942, Bochmann foi promovido a SS Sturmbannführer (Major).
Em 21 de outubro de 1942, Bochmann foi nomeado comandante do 2º Batalhão Motorizado do Regimento "Thule" (dentro da 3ª Divisão SS Totenkopf). No final de outubro, a divisão foi retirada e enviada à França. Após retornar à frente oriental, Bochmann assumiu o comando do 3º Batalhão Motorizado e participou das batalhas por Kharkov.
Mais tarde, Bochmann foi nomeado para comandar o Regimento Panzer na divisão; em 9 de novembro de 1943 foi promovido SS-Obersturmbannführer (Tenente Coronel). Ele comandou o Regimento Panzer de "Totenkopf" durante a Batalha de Kursk e as batalhas subsequentes ao longo do Mius. Após novos ferimentos, ele foi retirado da linha de frente e enviado para casa. Na Alemanha, foi nomeado chefe da Escola de Administração de Oficiais da SS em Arolsen, Hesse. Em 9 de novembro de 1944 ele foi promovido a SS-Standartenführer e transferido para a 2ª Divisão SS Panzer do Reich. No entanto, depois de apenas algumas semanas, ele foi transferido às pressas para comandar o 9º regimento blindado SS na 9ª Divisão SS Panzer Hohenstaufen em 20 de novembro.
Na verdade, Bochmann só voltou ao combate em 2 de janeiro de 1945, quando foi nomeado comandante da 18ª Divisão Panzergrenadier SS, Horst Wessel. Após um breve período de combate no oeste, a divisão foi movida para a frente oriental, onde foi dizimada e rapidamente cercada pelo Exército Vermelho em Oberglogau, Silésia. Ele também foi promovido a SS-Oberführer em 20 de abril de 1945. 
Com apenas algumas semanas de guerra, Bochmann foi nomeado comandante da 17ª Divisão SS Panzergrenadier Götz von Berlichingen. Depois de se retirar pela Baviera, ele recusou ordens suicidas do Generalfeldmarschall Ferdinand Schörner para atacar as tropas aliadas, foi demitido de seu posto e começaram os planos de levá-lo à corte marcial. 
Ele também liderou as forças nazistas na Batalha pelo Castelo Itter.
Em 9 de maio de 1945, Georg Bochmann rendeu-se às tropas dos Estados Unidos na região de Rottach-Egern.
Georg Bochmann morreu em 1973.

## Condecorações
| Cruz de Ferro 2ª Classe            |
| Cruz de Ferro 1ª Classe            |
| Espadas n° 140 26 de março de 1945 |